# La Tribu de Dana
La Tribu de Dana is een nummer van de Franse hiphopgroep Manau uit 1998. Het is de eerste single van hun debuutalbum Panique celtique. Het is ook de enige single die de groep in Nederland heeft uitgegeven.

## Onderwerp
Het nummer speelt zich af in de Keltische tijd. Druïden roepen het volk op om een oorlog in de vallei van Dana, in de Keltische streek Armorica, te voeren om hun grondgebied te behouden. Ze drinken honingwater en er worden toverspreuken gepreveld. Na een hevige strijd blijft alleen de zanger over, vanuit hem wordt het nummer dan ook beschreven. Hij keert terug naar zijn vrouw en zoon, en is nu de koning van de stam Dana.

## Hitsucces
De single werd een grote hit in thuisland Frankrijk, waar het de nummer 1-positie behaalde en een van de bestverkochte singles ooit werd. Ook creëerde het daar een nieuwe muziekstijl, namelijk een combinatie tussen Franse rap en Bretonse muziek. Het refrein is een bewerking van de Bretonse traditional "Tri Martolod". Voor de baslijn samplede Manau de versie van "Tri Martolod" van Alan Stivell. Stivell was overigens niet blij met de sample, en klaagde Manau aan. De mannen van Manau hielden op hun beurt vol dat het maar gewoon om een baslijn ging, en dat het voldoende was aangepast om niet als plagiaat te worden beschouwd.
Ook in het Nederlandse taalgebied sloeg de plaat in het najaar van 1998 aan. Menig Nederlands leraar Frans werd destijds overgehaald om "La Tribu de Dana" te vertalen tijdens de Franse les. In Nederland werd de single veel gedraaid op o.a. Radio 538, Veronica FM, Radio 2 en Radio 3FM en bereikte de 2e positie in de Nederlandse Top 40 en de 3e positie in de Mega Top 100. In België bereikte de single de 4e positie in zowel de Vlaamse Ultratop 50 als de Vlaamse Radio 2 Top 30.

## Hitnoteringen

### Nederlandse Top 40
| "La Tribu de Dana" in de Nederlandse Top 40 - binnen 26-09-1998 | "La Tribu de Dana" in de Nederlandse Top 40 - binnen 26-09-1998 | "La Tribu de Dana" in de Nederlandse Top 40 - binnen 26-09-1998 | "La Tribu de Dana" in de Nederlandse Top 40 - binnen 26-09-1998 | "La Tribu de Dana" in de Nederlandse Top 40 - binnen 26-09-1998 | "La Tribu de Dana" in de Nederlandse Top 40 - binnen 26-09-1998 | "La Tribu de Dana" in de Nederlandse Top 40 - binnen 26-09-1998 | "La Tribu de Dana" in de Nederlandse Top 40 - binnen 26-09-1998 | "La Tribu de Dana" in de Nederlandse Top 40 - binnen 26-09-1998 | "La Tribu de Dana" in de Nederlandse Top 40 - binnen 26-09-1998 | "La Tribu de Dana" in de Nederlandse Top 40 - binnen 26-09-1998 | "La Tribu de Dana" in de Nederlandse Top 40 - binnen 26-09-1998 | "La Tribu de Dana" in de Nederlandse Top 40 - binnen 26-09-1998 | "La Tribu de Dana" in de Nederlandse Top 40 - binnen 26-09-1998 | "La Tribu de Dana" in de Nederlandse Top 40 - binnen 26-09-1998 | "La Tribu de Dana" in de Nederlandse Top 40 - binnen 26-09-1998 | "La Tribu de Dana" in de Nederlandse Top 40 - binnen 26-09-1998 | "La Tribu de Dana" in de Nederlandse Top 40 - binnen 26-09-1998 |
| Week                                                            | 1                                                               | 2                                                               | 3                                                               | 4                                                               | 5                                                               | 6                                                               | 7                                                               | 8                                                               | 9                                                               | 10                                                              | 11                                                              | 12                                                              | 13                                                              | 14                                                              | 15                                                              | 16                                                              | 17                                                              |
| --------------------------------------------------------------- | --------------------------------------------------------------- | --------------------------------------------------------------- | --------------------------------------------------------------- | --------------------------------------------------------------- | --------------------------------------------------------------- | --------------------------------------------------------------- | --------------------------------------------------------------- | --------------------------------------------------------------- | --------------------------------------------------------------- | --------------------------------------------------------------- | --------------------------------------------------------------- | --------------------------------------------------------------- | --------------------------------------------------------------- | --------------------------------------------------------------- | --------------------------------------------------------------- | --------------------------------------------------------------- | --------------------------------------------------------------- |
| Nummer                                                          | 17                                                              | 12                                                              | 6                                                               | 3                                                               | 3                                                               | 2                                                               | 2                                                               | 4                                                               | 4                                                               | 4                                                               | 9                                                               | 9                                                               | 20                                                              | 27                                                              | 32                                                              | 39                                                              | uit                                                             |

### Mega Top 100
Hitnotering: 12-09-1998 t/m 06-02-1999. Hoogste notering: #3 (4 weken).